# 许文增
许文增，男，1939年农历五月十二日生，北京房山人。笔名清秋皓月，摄影师、画师，15岁参加社会工作，48岁退休，工龄32年。许文增爱好广泛，精心诗、书、画、印及机械电信项目。曾担任房山县（后改为房山区）第一届文联、书协会员。

## 生平
1961年被推荐为北京市西城区摄影机构技研组四位组员之一。1976年被推荐為县商业美工。1989年中国书画函授大学毕业。1991年师从江风、陈日新革命前辈的门内弟子，并任职代理北京西城鲁艺校长。1992年中国鲁艺、延安大学校友会总会办公室职管文史资料和办公事务。
1996年北京延安古堡画廊，北京延安古堡文娱社任副秘书长。多次参加国家民委老年大学笔会，在国际上售画，并于1995年在北京琉璃厂义卖画品支援助教、助残、赈灾活动。
1993年国画《延安宝塔》被延安中国革命纪念馆收藏。1995年国画《山鸣水哮》被毛主席纪念堂收藏。1998年国画《南国湘秀》被刘少奇同志纪念馆收藏。1998年国画《千岩竞秀》被北京诗词学会收藏。2004年国画《情系高塬》获世界第八届华人艺术展国际银奖。
2012年以《七旬老人探古行》为标题的专访许文增专题新闻被登载于《乌鲁木齐晚报》。凤凰网、天山网等官方网站转载发表。
2013年以《古稀老人万里走单骑》为标题的专访许文增新闻被登载于《房山报》。2013年北京房山电视台播放以《七旬老人万里走单骑》为题目的“面对面”专访影视节目。2013年被推选为房山区“中国梦”宣讲员。节目内容是《追梦！》
许文增的作品以中国山水画为底，又加以水粉画的特点，形成了个人的独特风格，其多以山水为题，画风曲径优美，透露出一股清雅脱俗之感。